# Черемшанка (Тюменцевський район)
Черемша́нка (рос. Черемшанка) — село у складі Тюменцевського району Алтайського краю, Росія. Адміністративний центр Черемшанської сільської ради.

## Населення
Населення — 495 осіб (2010; 652 у 2002).
Національний склад (станом на 2002 рік):
- росіяни — 90 %